# Neustadt an der Aisch
Neustadt an der Aisch, Neustadt a.d.Aisch – miasto w Niemczech, w kraju związkowym Bawaria, w rejencji Środkowa Frankonia, w regionie Westmittelfranken, siedziba powiatu Neustadt an der Aisch-Bad Windsheim. Leży około 37 km na północny zachód od Norymbergi i około 150 km na południowy wschód od Frankfurtu nad Menem, nad rzeką Aisch, przy drodze B8, B470 i linii kolejowej Neustadt an der Aisch - Würzburg i Hanower – Monachium.

## Dzielnice
W skład miasta wchodzą następujące dzielnice: Birkenfeld am Weiherhof, Diebach, Eggensee am Chausseehaus, Herrnneuses am Oberstrahlbach, Kleinerlbach, Obernesselbach, Unter- i Oberschweinach am Stöckach, Schauerheim am Hasenlohe, Virnsbergerhaag, Schellert am Unternesselbach.